# Nakachōjamachi-dōri
Le Nakachōjamachi-dōri (中長者町通, Nakachōjamachi-dōri) est une voie du centre-nord de Kyoto, dans l'arrondissement de Kamigyō. Orientée est-ouest, elle débute au Muromachi-dōri (en) et termine à l'Aburanokōji-dōri (ja).

## Description

### Situation
Le Nakachōjamachi-dōri est une petite rue de Kyoto situé dans l'arrondissement de Kamigyo, suivant le Shimochōjamachi-dōri (下長者町通) et précédant le Kamichōjamachi-dōri (上長者町通). Elle est située à l'ouest du Hamagurimon (ja) (蛤御門), porte située sur le Karasuma-dōri (en) et menant au palais impérial, mais n'y touche pas.
Elle ne mesure qu'environ 400 mètres.

### Voies rencontrées
De l'est vers l'ouest, en sens unique. Les voies rencontrées de la droite sont mentionnées par (d), tandis que celles rencontrées de la gauche, par (g).
1. Muromachi-dōri (en) (室町通)
2. Shinmachi-dōri (ja) (新町通)
3. Nishinotōin-dōri (ja) (西洞院通)
4. Ogawa-dōri (小川通)
5. Aburanokōji-dōri (ja) (油小路通)

- Sources [2] :

## Odonymie
Le nom de la rue fait référence au lieu où elle se situe, un quartier anciennement habité par de riches notables de la ville, le « chōjamachi » (長者町) signifiant « quartier de chōjas (ja) », terme signifiant riches ou aînés. Le « Naka » signifie qu'elle est la rue du milieu entre les trois rues (« Shimo » signifiant bas et « Kami » signifiant haut).

## Histoire
La date de la création de la rue est inconnue, mais elle ouvre durant l'époque d'Edo, en même temps que ses rues sœurs, le Shimochōjamachi-dōri et le Kamichōjamachi-dōri.

## Patrimoine et lieux d'intérêt
La rue est un lieu peu passant et tranquille, et on peut y retrouver de nombreuses grandes demeures, témoins des riches y ayant auparavant vécu.
Avec l'angle avec le Shinmachi-dōri (ja) se trouvent les vieux entrepôts de terre (ja) de l'entreprise de sauce de soja Sawai (澤井醤油本店, Sawai shōyu honten). On y retrouve aussi plusieurs maisons de ville traditionnelles.
Sur la rue se trouve aussi un petit autel bouddhiste Jizō.